# Possession Rocks
Possession Rocks är en kulle i Antarktis. Den ligger i Östantarktis. Australien gör anspråk på området. Toppen på Possession Rocks är 140 meter över havet.
Terrängen runt Possession Rocks är platt åt nordväst, men åt sydost är den kuperad. Trakten är obefolkad. Det finns inga samhällen i närheten.